# Megisba rosanna
Megisba rosanna är en fjärilsart som beskrevs av Hans Fruhstorfer 1922. Megisba rosanna ingår i släktet Megisba och familjen juvelvingar. Inga underarter finns listade i Catalogue of Life.